# Jean Codure
Jean Codure SJ (ur. 24 czerwca 1508 w Seyne, zm. 29 sierpnia 1541 w Rzymie) – francuski prezbiter rzymskokatolicki, współzałożyciel Towarzystwa Jezusowego, jeden z pierwszych towarzyszy Ignacego Loyoli.

## Życiorys
Urodził się 24 czerwca 1508 w Seyne, jako syn królewskiego notariusza. W młodości uzyskał bakalaureat z teologii, a w 1534 roku został przyjęty na Uniwersytet Paryski. Studiował w Collège Lisieux, a w 1536 roku poprosił Piotra Fabera, by został jego przewodnikiem duchowym. Pod jego kierunkiem odprawił „Ćwiczenia duchowne”, a następnie otrzymał stopień licencjata. 15 sierpnia 1536 roku złożył pierwsze śluby posłuszeństwa, czystości i ubóstwa razem z Paschase’em Broëtem w Montmartre. Niecały miesiąc później uzyskał tytuł magistra. W 1537 roku udał się do Wenecji, skąd miał wyruszyć ze swoimi towarzyszami do Ziemi Świętej. Czekając na statek, przyszli jezuici postanowili zająć się posługą apostolską, a w marcu 1537 roku udali się do Rzymu, by spotkać się z Pawłem III. 24 czerwca tego roku przyjął święcenia kapłańskie. Po spotkaniu z papieżem Codure i Diego Hozes udali się do Treviso, a następnie do Padwy. Zaraz po przybyciu zostali wtrąceni do więzienia, z powodu nieufności i podejrzeń biskupa pomocniczego. Następnego dnia zostali wypuszczeni i rozpoczęli działalność duszpasterską. Po śmierci Hozesa w marcu 1538 roku, Codure’owi został przydzielony do pomocy Simão Rodrigues. Miesiąc później obaj wrócili do Rzymu, gdzie zostali oskarżeni o herezję, a po procesie oczyszczeni z zarzutów. Następnie Codure posługiwał w Velletri, Rzymie i Tivoli.
Gdy w 1540 roku Towarzystwo Jezusowe zostało zatwierdzone przez papieża, Jean Codure wziął udział w wyborze pierwszego generała zakonu. 22 kwietnia 1541 roku pierwsi jezuici złożyli uroczystą profesję wieczystą w bazylice św. Pawła za Murami. Na wniosek arcybiskupa Roberta Wauchope’a, Paweł III skierował Jeana Codure’a i księdza Francisca Marsuppiniego na misję do Irlandii, mianując ich nuncjuszami. Ponieważ kraj podlegał Anglii, a Henryk VIII zerwał łączność ze Stolicą Apostolską, wysłanie misji było niemożliwe. Czekając na kanoniczne zatwierdzenie, Codure został spowiednikiem Małgorzaty Austriaczki, a także sekretarzem zakonu, pracując między innymi nad Konstytucją zakonną. W 1541 roku, ponownie pojawiła się możliwość wysłania misji do Irlandii, tym razem Codure miał się tam udać z Alfonso Salmerónem. 22 kwietnia w bazylice św. Pawła za Murami Codure złożył profesję wieczystą. Zmarł 29 sierpnia 1541 roku w Rzymie.